# 王愷 (永樂進士)
王愷（？—？），字時舉，湖廣武昌府蒲圻縣人，明朝政治人物。

## 生平
永樂二年（1404年），王愷中式甲申科二甲第七十三名進士，授江寧縣知縣。永樂八年（1410年），改為左春坊左中允。後因丁母憂而致仕。宣德元年（1426年），重新啟用為廣西按察僉事。正統三年（1438年），升廣東左參議。